# Galt Niederhoffer
Galt Niederhoffer, né le 2 octobre 1976, est une productrice, réalisatrice et scénariste américaine. Elle a produit une trentaine de films, dont Daddy Cool (2013), Robot and Frank (2012), Grace Is Gone (2006), Lonesome Jim (2005), Prozac Nation (2001) (qu'elle a également scénarisé) et Hurricane Streets (en) (1997), qui a gagné trois prix au festival du film de Sundance.
Niederhoffer a également publié trois romans : A Taxonomy of Barnacles (2005), The Romantics (2008) et Love and Happiness (septembre 2013).
Niederhoffer a fréquenté la Chapin School (en), la Milton Academy (en) et l'université Harvard.
Elle est la fille de Victor Niederhoffer.

## Filmographie
- Hurricane Streets (en) (1997)
- Prozac Nation (2001)
- Lonesome Jim (2005)
- The Baxter (2005)
- Grace Is Gone (2006)
- Diminished Capacity (en) (2008)
- Les Meilleurs Amis (2010)
- Robot and Frank (2012)
- Daddy Cool (2014)